# Keylong
Keylong (auch Kyelang, Hindi केलांग, Kelaṅg) ist ein mittelgroßes Dorf (Village) im indischen Bundesstaat Himachal Pradesh.
Keylong ist das Verwaltungszentrum des Distriktes Lahaul und Spiti.
Es liegt 115 Kilometer von Manali entfernt am Manali-Leh-Highway nach Leh auf 3164 m Höhe im Himalaya, auf einer Terrasse und am Hang über dem Fluss Bhaga.

## Verkehr
Kyelang ist von Manali über den Manali-Leh Highway, einem Teil des National Highway 21 zu erreichen. Es befindet sich etwa 71 km nördlich von Manali. Vor 2020 war es von Ende Oktober bis Mitte Mai wegen starker Schneefälle am Rohtang-Pass nicht erreichbar. Nach der Eröffnung des Atal Tunnels im Oktober 2020 ist Keylong jedoch fast ganzjährig zugänglich. Die Hauptreisezeit ist im Mai und Juni, wenn viele Touristen den Rohtang-Pass besuchen.
Von Manali zum Südportal des Atal-Tunnels sind es 25 km über die Solang-Talstraße. Die Länge des Atal-Tunnels bis zum Nordportal beträgt 9 km. Vom Nordportal muss man die Brücke über den Fluss Chandra überqueren und dann links abbiegen, um nach Sissu zu gelangen, das 7 km entfernt ist, dann weiter nach Tandi, das 22 km entfernt ist, und dann rechts abbiegen, um Keylong zu erreichen.
Aufgrund der militärischen Bedeutung des Leh-Manali Highways und der Notwendigkeit, ihn das ganze Jahr über offen zu halten, begann die indische Regierung 2010 mit dem Bau des 320 Millionen $ teuren, 9 km langen, hufeisenförmigen Atal-Tunnels, mit dem der Rohtang-Pass vermieden werden kann und eine viel sicherere und schnellere ganzjährige Verbindung nach Kyelang besteht. Der Tunnel ist nun für den Verkehr geöffnet und hat die Entfernung zwischen Manali und Keylong um 45 km verkürzt, und die Reisezeit von Manali nach Keylong beträgt nun etwa 2 Stunden. Während man früher 4 bis 6 Stunden brauchte, um den Rohtang-Pass zu überfahren, dauert die Fahrt durch den Atal-Tunnel nur noch etwa 20 Minuten.
Eine andere Möglichkeit, das Gebiet zu erreichen, ist mit dem Flugzeug nach Kullu zu reisen und dann auf dem Leh-Manali Highway nach Kyelang zu fahren.

## Klima
Das Klima in Keylong ist ein montanes Gebirgsklima. Der durchschnittliche Jahresniederschlag beträgt 824 mm. Die Jahresmitteltemperatur liegt bei 7,6 °C.
|                       | Jan  | Feb  | Mär  | Apr  | Mai  | Jun  | Jul  | Aug  | Sep  | Okt  | Nov  | Dez  |   |      |
| Mittl. Tagesmax. (°C) | 0,6  | 2,9  | 7,2  | 12,8 | 17,5 | 20,5 | 20,5 | 19,8 | 18,1 | 14,0 | 9,5  | 4,7  | ⌀ | 12,4 |
| Mittl. Tagesmin. (°C) | −7,6 | −6,0 | −1,7 | 3,2  | 7,2  | 10,1 | 11,5 | 11,1 | 8,4  | 3,7  | −0,6 | −4,4 | ⌀ | 2,9  |
|                       |      |      |      |      |      |      |      |      |      |      |      |      |   |      |
| Niederschlag (mm)     | 92   | 94   | 136  | 103  | 90   | 28   | 62   | 43   | 80   | 32   | 23   | 41   | Σ | 824  |

| −7,6 |

| −6,0 |

| −1,7 |

| 3,2 |

| 7,2 |

| 10,1 |

| 11,5 |

| 11,1 |

| 8,4 |

| 3,7 |

| −0,6 |

| −4,4 |

| −7,6 |

| −6,0 |

| −1,7 |

| 3,2 |

| 7,2 |

| 10,1 |

| 11,5 |

| 11,1 |

| 8,4 |

| 3,7 |

| −0,6 |

| −4,4 |